# 小葉瑞香
长柱瑞香（学名：Daphne championii）也称小葉瑞香，是香港常見的瑞香科瑞香屬半落葉灌木植物。花期在每年2-3月。主要生長於叢林、山坡灌叢之中。分布在香港的紫羅蘭山、馬鞍山、大東山，還有廣東、廣西、湖南、江西、福建、貴州五個省份。模式标本采自香港。

## 外部連結
- 昆明植物所:小葉瑞香 （页面存档备份，存于）